# Gladiolus debeerstii
Gladiolus debeerstii är en irisväxtart som beskrevs av De Wild. Gladiolus debeerstii ingår i släktet sabelliljor, och familjen irisväxter. Inga underarter finns listade i Catalogue of Life.